# ワークスアプリケーションズ
株式会社ワークスアプリケーションズ（英: Works Applications Co., Ltd.）は、東京都千代田区に本社を置く、大手企業向けソフトウェアハウスである。
大手企業向けERPパッケージソフト「HUE（海外名称：AI WORKS）」およびグループウェア「ArielAirOne」の開発・販売・サポートを行う。

## 概要
会計・販売管理・ワークフロー・ビジネスチャット、グループウェアなど企業経営に関わる基幹業務ソフトウェア（ERP）の提供・コンサルティングサービスを得意分野とする。主な競合ベンダーとしては、ワークスアプリケーションズと同様に基幹業務ソフトウェア（ERP）を得意とする独SAPや米Oracleなどが挙げられる。
1996年の創業以来、19期連続で増収を実現していた。しかし、2017年ごろから次期システム「HUE」の開発失敗による業績不振や、導入中・既存ユーザから巨額の損害賠償を求められるといった複数の訴訟を抱える経営難に陥っており、財務面からも債務超過の危機となっていた。
2019年6月に米投資会社のベインキャピタルに主力製品であるCOMPANY及びHUEの人事(HR)関連領域を売却することを発表、2019年8月に分割されたHR関連製品の事業は株式会社ワークスヒューマンインテリジェンスとして売却された。なお、HUEの商標は引き続きワークスアプリケーションが所有しているが、創業以来の主力製品であったCOMPANYの商標はWorks Human Intelligenceに譲渡されている。
COMPANYおよびHUEの人事関連領域とその他の機能は別会社が所有するため、今後の保守・開発がどのように行われるかは未定。

## 沿革
- 1996年（平成8年）7月 - 会社設立
- 2001年（平成13年）12月 - JASDAQ（店頭）市場上場
- 2002年（平成14年）9月 - 「問題解決能力発掘インターンシップ」開始
- 2003年（平成15年）12月  - HR市場シェアNo.1獲得
- 2008年（平成20年）12月 - 先端技術研究部門アドバンスト・テクノロジー&エンジニアリング本部（ATE）を新設
- 2010年（平成22年）
  - 9月  - 「働きがいのある会社」ランキング第1位
  - 12月 - ERP市場シェアNo.1獲得
- 2011年（平成23年）
  - 1月 - MBOによる非上場化を発表
  - 2月 - BPO世界最大手ADP社と業務提携
- 2012年（平成24年）
  - 5月 - 上海拠点開設
  - 7月 - シンガポール拠点開設
- 2013年（平成25年）5月 - ニューヨーク拠点開設
- 2014年（平成26年）
  - 2月 - 産学官共同研究プロジェクト/COMPANY Innovation Academy「企業内人的資源配分メカニズムの経済分析」発表
  - 12月 - 世界初の人工知能型ERP「HUE」発表[12]
- 2015年（平成27年）
  - 2月 - 第1回「アジア地域における働きがいのある会社」ランキング（2015 the Best Workplaces in Asia list）受賞[13]
  - 2月 - マイナンバー管理プラットフォーム「My Number Keeping System Powered by Works Applications（MKS）」無償提供発表[14]
  - 4月 - ロサンゼルス拠点開設
  - 4月 - インド（チェンナイ）拠点開設 / IVTL Infoview Technologies Pvt Ltd.の連結子会社化
  - 2016年（平成28年）
  - 7月 - 子会社のアリエル・ネットワーク株式会社を吸収合併
  - 9月 - 「平成28年度情報化促進貢献個人等表彰 経済産業大臣賞」受賞
  - 12月 - ワークスアプリケーションズ運営の企業内託児スペース「WithKids」開設
- 2017年（平成29年）
  - 2月 - ワークス徳島人工知能NLP研究所（WAP Tokushima Laboratory of AI and NLP）開設[15]
  - 2月 - 「働きがいのある会社」ランキング第1位に選出。10年連続ベストカンパニー受賞
  - 4月 - 3年連続「アジア地域における働きがいのある会社」ランキング（2017 the Best Workplaces in Asia list）受賞
  - 9月 - ファンド投資グループ「ACA Investments Pte Ltd」が第三者割当により主要株主
- 2018年（平成30年）
  - 2月 - 「APN Technology Partner of the Year 2017 - Japan」受賞
- 2019年（令和元年）
  - 8月 - COMPANYおよびHUEの人事給与関連事業及び子会社を売却完了
- 2020年（令和2年）
  - 12月 - 本社を東京都港区から東京都千代田区へ移転[16]
- 2021年（令和3年）
  - 2月 - 熊本オフィス開設

## 制度・取り組み

### Works Applications Internship
ワークスアプリケーションズは新卒採用の手段としてインターンシップを開催している。
2002年8月、「問題解決能力発掘インターンシップ」として開始した。当該インターンシップの参加者には報酬として日当の支給と、優秀上位者には所属する教育機関（大学など）の卒業後、最大3年以内であれば時期を問わず、当人の意思に応じて入社できる入社権利として「入社パス」を発行している。
2016年からは 「Works Applications Internship」として実施されているが、詳細は毎年異なる。

### カムバック・パス
退職理由を問わず、ワークスアプリケーションズを卒業する社員の復職を認める再雇用制度。退職後の活動は一切問わないため、より自由度の高いキャリアメイクを実現でき、退職後に起業や海外留学、他社への転職を行うことができるとしている。また、 復職時には、退職時点の役職・報酬あるいは、現職のものを保証する。一度、退職しても自社に戻ってくることで、当人の新たなる知見や経験を社内に還元することにつながるとしている。
なお、カムバックパスの付与については一定の評価を得ていることが条件であり、無条件ではない。

### ワークスミルククラブ
妊娠判明時点から出産後子どもが小学校を卒業するまでの約12年間、段階的なサポートを行う出産・育児支援制度。2004年、有志で集まった社員が「いかに子どもと付き合い・向き合える制度にするか」という点を重要視し、ワーキングマザーが働くことを楽しめる理想の制度として、内容や運用方法を設計した。年俸の15％を支給する職場復帰ボーナスのほか、 妊娠判明時から子どもが3歳まで延長可能な育児休業制度、子どもが小学校を卒業するまで選択できる短時間勤務制度などがある。

### WithKids
ワークスアプリケーションズ運営の企業内託児スペース。「カイシャde子育て」を掲げ、自社で運営することで、従来の概念に縛られずに新しい保育のあり方を実現している。

### スカンクワーク
業務時間の20%を、日々の業務や自分の業務の範疇外の時間に使うことが認められている制度。

### ワークス徳島人工知能NLP研究所
自然言語処理（NLP）の業務活用に向け、主に「秘書エージェントシステム」「オフィスエージェントシステム」として、形態素解析や固有表現抽出技術・依存構造解析、重要語抽出・同義語抽出技術、対話エージェントの研究開発を行う。また、日本の自然言語処理研究の第一人者である、奈良先端科学技術大学院大学（NAIST）の松本裕治教授を技術顧問として招聘。徳島大学との共同研究を進めている。

## 不祥事・過去の訴訟例

### 日本貨物鉄道(JR貨物)による訴訟提起
平成15年7月、日本貨物鉄道(JR貨物)はワークスアプリケーションズに対し、損害賠償請求訴訟を東京地方裁判所に起こした。当初、平成14年10月に稼働を予定していた、ワークスアプリケーションズ社の製品「COMPANY」の給与システム導入が成功しなかったため。両社は平成17年5月に和解。

### 未払賃金等請求に関する裁判
平成26年8月20日、24年12月7日をもって休職期間満了により退職とされた元労働者が、使用者であるワークスアプリケーションズに対し、休職前である24年5月1日から同年10月10日までの時間外労働手当およびこれに対する遅延損害金の支払い、その付加金および遅延損害金の支払い、休職期間満了日までに元労働者は就労が可能となり復職要件を満たしていたのにワークスアプリケーションズから就労を拒絶されたため就労できなかったとして、同日からの賃金およびこれに対する遅延損害金の支払いを求めた。

### 兼松エレクトロニクスによる訴訟提起
平成29年5月10日、兼松エレクトロニクスはワークスアプリケーションズに対し、債務不履行があったとして損害賠償請求訴訟を東京地方裁判所に提起することを決議した。

## 表彰

### 情報化促進貢献個人等表彰　経済産業大臣賞
平成28年度は、トヨタ自動車とならび、以下の評価を得て受賞。「ERPシステムでは誰もチャレンジしてこなかった応答速度0.1秒という卓越したユーザエクスペリエンスや、ユーザー業務を学習するAI機能等を実現するため、従来型のリレーショナル・データベース技術から脱却し、NoSQLデータベース型のクラウド分散技術を採用した革新的な人工知能型ビジネスアプリケーション「HUE」を開発した。ERPソフト分野でグローバル市場を獲得するべく、世界で初めての製品を市場に投入したことは高く評価できる。」

### グッドデザイン賞
世界初の人工知能型ビジネスアプリケーション「HUE」が2015年度の同賞を受賞。大企業向けソフトウェアとして初の受賞となった。人工知能を使った自動解析と自動学習によって、「エンドユーザーの利便性を向上し、無駄なルーティンワークをなくす」ことがコンセプト。AIを活かした新しい操作性、利便性が評価された。